# Diogo Costa (Fußballspieler, 2003)
Diogo Filipe Pinto Costa (* 27. Juli 2003 in Vila Nova de Famalicão) ist ein portugiesischer Fußballspieler.

## Karriere
Diogo Costa erlernte das Fußballspielen in den Jugendmannschaften der Academia Elite und die des FC Famalicão. Die Rückrunde der Saison 2023/24 wurde der Jugendspieler an den Drittligisten Académica de Coimbra ausgeliehen. Für den Verein aus Coimbra bestritt er zwölf Drittligaspiele. Nach der Ausleihe kehrte er Ende Juli 2024 zum FC Famalicão zurück. Hier unterschrieb er am 1. Juli 2024 auch seinen ersten Profivertrag. Der Verein aus Vila Nova de Famalicão spielte in der ersten Liga, der Primeira Liga. Bis Januar 2025 kam er hier jedoch nicht zum Einsatz. Ende Januar 2025 wechselte er auf Leihbasis zum singapurischen Erstligisten Lion City Sailors. Sein Erstligadebüt gab Costa am 26. Januar 2025 (24. Spieltag) im Auswärtsspiel gegen Geylang International. Bei dem 2:1-Auswärtserfolg stand er in der Startelf und wurde in der 66. Minute gegen Christopher van Huizen ausgewechselt. Am Ende der Saison feierte er mit den Sailors den Meistertitel. Am 18. Mai 2025 bestritt er mit den Sailors das Finale der AFC Champions League Two. Hier musste man sich im heimischen Bishan Stadium dem Sharjah FC mit 1:2 geschlagen geben. Am 31. Mai 2025 stand er mit den Sailors im Finale des Singapore Cup. Hier konnte man sich gegen die Tampines Rovers mit 1:0 durchsetzen. Nach der Ausleihe kehrte er im Sommer 2025 nach Portugal zurück.

## Erfolge
Lion City Sailors
- Singapurischer Meister: 2024/25
- Singapurischer Pokalsieger: 2025
- AFC Champions League Two: 2024/25 (Finalist)